# Natalia Proskúrina
Natalia Andréyevna Proskúrina –en ruso, Наталья Андреевна Проскурина– (Púshkino, URSS, 19 de febrero de 1990) es una deportista rusa que compite en piragüismo en la modalidad de aguas tranquilas. Ganó tres medallas en el Campeonato Mundial de Piragüismo entre los años 2010 y 2013.

## Palmarés internacional
| Campeonato Mundial | Campeonato Mundial   | Campeonato Mundial | Campeonato Mundial |
| Año                | Lugar                | Medalla            | Competición        |
| ------------------ | -------------------- | ------------------ | ------------------ |
| 2010               | Poznań (Polonia)     | Medalla de bronce  | K1 4 × 200 m       |
| 2011               | Szeged (Hungría)     | Medalla de plata   | K1 4 × 200 m       |
| 2013               | Duisburgo (Alemania) | Medalla de bronce  | K1 4 × 200 m       |